# Хуцан, Себастьян
Себастья́н Думи́тру Хуца́н (рум. Sebastian Dumitru Huţan; 26 октября 1983, Арад, Румыния) — румынский футболист, вратарь.

## Карьера
Начинал карьеру в команде УТА из родного города Арада в 1999 году, в 2002 году перешёл в тираспольский «Шериф». В первом матче в гостевом поединке первого квалификационного раунда Лиги чемпионов против «Жениса» получил тяжелую травму колена. Позже вместе с «Шерифом» стал трёхкратным чемпионом Молдавии, выиграл три Суперкубка страны. В сезоне 2005/06 на правах аренды выступал за румынский «Васлуй», где провёл 15 матчей. В 2006 году был отдан в аренду в московское «Динамо», однако на поле не выходил В январе 2007 года вернулся в родной клуб УТА. В последующие годы выступал за румынские клубы «Либерти Орадя», «Университатю (Клуж)» и «Политехнику (Яссы)». В 27 лет завершил карьеру из-за хронической травмы колена и стал тренером вратарей в клубе «УТА Арад».

## Достижения

### Командные
- Чемпион Молдавии: 2003, 2004, 2005
- Обладатель Суперкубка Молдавии: 2003, 2004, 2005

### Личные
Лучший вратарь сезона в Молдавии: 2004